# أبو بكر بن عبد الله بن أبي سبرة
ابن أبي سبرة أبو بكر بن عبد الله بن محمد بن أبي سبرة بن أبي رهم بن عبد العزى القرشي ثم العامري، الفقيه الكبير قاضي العراق. قال أبو داود: كان مفتي أهل المدينة. وروى معن عن مالك بن أنس قال: "قال لي أبو جعفر المنصور: يا مالك من بقي بالمدينة من المشيخة؟ قلت: ابن أبي ذئب، وابن أبي سبرة، وابن أبي سلمة الماجشون.

## اسمه ونسبه
اسمه أبو بكر بن عبد الله بن محمد بن أبي سبرة بن أبي رهم بن عبد العزى القرشي ثم العامري. كان جد أبيه: أبو سبرة بن أبي رهم بدريا، من السابقين (المهاجرين). وتوفي جد والده: أبو سبرة في زمن خلافة عثمان بن عفان قال الذهبي: «وكانت أمه برة عمة رسول الله ﷺ، وأخوه لأمه: أبا سلمة المخزومي ، وما علمته روى شيئا».

## روايته
حدث أبو بكر بن أبي سبرة عن: عطاء بن أبي رباح والأعرج وزيد بن أسلم وهشام بن عروة وشريك بن أبي نمر وطائفة.
حدث عنه ابن جريج وأبو عاصم النبيل، ومحمد بن عمر الواقدي، وعبد الرزاق، وعبد الله بن الوليد العدني وآخرون.

## توليه القضاء
تولى قضاء العراق في بداية الدولة العباسية، وكان الخليفة أبو جعفر المنصور سئل الإمام مالك عمن بقي في المدينة من المشيخة، فذكر له ثلاثة ابن أبي ذئب، وابن أبي سبرة، وابن أبي سلمة الماجشون. وكان ابن أبي سبرة من كبار فقهاء المدينة، وكان دأب الولاة في البحث عن الفقهاء، واختيار القضاة منهم، قال مصعب الزبيري: كان -يعني ابن أبي سبرة- من علماء قريش، ولاه المنصور القضاء. وقال ابن سعد: ولي القضاء لموسى الهادي إذ هو ولي عهد، ثم ولي قضاء مكة لزياد بن عبيد الله، وعاش ستين سنة، فلما مات استقضى بعده القاضي أبو يوسف.

## وفاته
قال ابن سعد: توفي ببغداد سنة اثنتين وستين ومائة وكذا ورخ موته جماعة. وفي طبقات أبي إسحاق: سنة اثنتين وسبعين، قال الذهبي: وهو وهم.

## هوامش
1:
2: